# Коломинское (Ярославская область)
Коло́минское — деревня в Михайловском сельском округе Волжского сельского поселения Рыбинского района Ярославской области.
Небольшая деревня расположена на левом берегу реки Черёмуха ниже по течению, к северу от села Сретенье. Между Коломинским и Сретеньем, но значительно ближе к Коломинскому стоит деревня Лабунино. От Сретенья по левому берегу через эти деревни идёт просёлочная дорога вплоть до Красной Горки. На противоположном берегу Черёмухи напротив Лабунино стоят деревни Сидоровское и Ульяновское. На этом участке вдоль левого берега Черёмухи расположены небольшие сельскохозяйственные угодья, далее от реки в западном направлении начинается лес шириной около 6 км, за которым начинаются поля и деревни Покровского сельского поселения. Значительную часть этого леса занимают болота Горелое (северо-западнее деревни) и Парашкино (юго-западнее).
Деревня Коломинская указана на плане Генерального межевания Рыбинского уезда 1792 года.
На 1 января 2007 года в деревне числилось 4 постоянных жителя. Почтовое отделение, расположенное в селе Сретенье, обслуживает в деревне 10 домов.